# Línea Yamanote
La Línea Yamanote (山手線 Yamanote-sen?) es una de las líneas urbanas de tren - elevado en algunos tramos - de Tokio más importantes y con mayor tráfico de la ciudad.  Está operada por la compañía ferroviaria JR East (JR東日本; JR Higashi Nihon).  Su recorrido es circular, abarcando el perímetro de los 23 Barrios Especiales de la ciudad.  Entre otras, conecta las áreas de Shinagawa, Shibuya, Shinjuku, Ikebukuro, Ueno, Ginza y Marunouchi, con 30 estaciones, de las cuales todas excepto 3 permiten realizar transbordo con otras líneas de metro, líneas suburbanas, Shinkansen (en Tokio, Shinagawa y Ueno) y líneas de larga distancia.

## Origen del nombre
"Yamanote" literalmente se refiere a los distritos ubicados cerca de colinas (a diferencia de las zonas cercanas al mar). En Tokio, la zona "Yamanote" se encuentra a lo largo del lado oeste del círculo que forma la Línea Yamanote. La palabra se compone de los morfemas japoneses yama ("montaña"), y te ("mano"), por lo que se entiende "la mano de la montaña" (falda de la montaña-colina).
La línea Yamanote se escribe oficialmente en japonés sin la sílaba kana no (の,ノ), lo que hace que su pronunciación sea ambigua en la impresión. La palabra 山手 también puede ser pronunciada yamate, como en Yamate-dori (Calle Yamate), que corre paralela a la parte oeste de la línea Yamanote. La línea Seishin-Yamate en Kobe y el área Yamate de Yokohama también utilizan esta pronunciación.
Después de la Segunda Guerra Mundial, el Comando Supremo de las Fuerzas Aliadas en Tokio ordenó que la cartelería de todas las estaciones de ferrocarril fuera romanizada, y la Línea Yamanote fue romanizada como "Línea Yamate". Se le conoció indistintamente como "Yamanote" y "Yamate" hasta 1971, cuando los Ferrocarriles Nacionales Japoneses (JNR) cambiaron la pronunciación de nuevo a "Yamanote". Algunas personas aún se refieren a la línea como la "línea Yamate". En 1971, JNR cambió todas las señalizaciones de la línea para indicar la pronunciación de las estaciones de la línea. Como parte de este cambio, JNR también decidió adoptar la pronunciación Yamanote, una de las razones es que hay una estación Yamate en la línea Negishi en la cercana Yokohama.

## Historia
Los orígenes de la línea Yamanote se remontan a 1885 con la construcción de la Línea de Shinagawa, entre Shinagawa y Akabane, proporcionando la primera conexión ferroviaria norte-sur a través de Tokio. La parte superior del bucle comprendida entre Ikebukuro y Tabata fue terminado en 1903 (conocida como la "Línea Toshima") y después de la electrificación en 1909 se fusionaron las dos líneas para convertirse en la línea Yamanote. El recorrido circular aún no se había completado en este momento, y por lo general, los trenes utilizaban las mismas vías que las líneas Chūō y Keihin-Tohoku. El círculo se completó en 1925 con la apertura del tramo de vía entre las estaciones Kanda y Ueno, que proporcionó conexiones norte-sur a través de la estación de Tokio por el centro de negocios de la ciudad. Una línea de mercancías recorrió también en paralelo a la línea de pasajeros a lo largo de la sección comprendida entre Shinagawa y Tabata.
En la época anterior a la Segunda Guerra Mundial, el Ministerio de Ferrocarriles no permitió que los ferrocarriles suburbanos privados construyeran nuevas líneas que hicieran transferencia en las estaciones de la línea Yamanote cercanas a los distritos centrales de Tokio, lo que obligó a interrumpir los servicios en las estaciones menos importantes. Esta política dio lugar al desarrollo de nuevos centros urbanos como Shintoshin y Fukutoshin, ubicados alrededor de los principales puntos de transferencia en la línea Yamanote, sobre todo en Shinjuku e Ikebukuro.

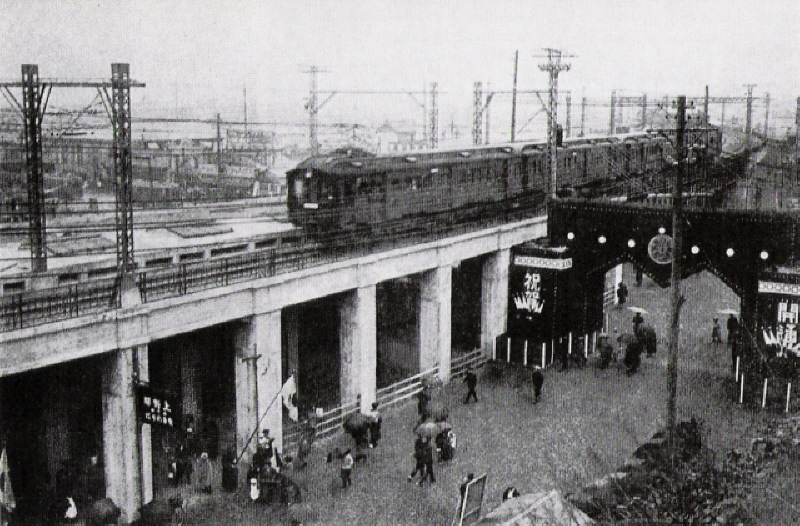
Tren de la Yamanote hacia 1925.

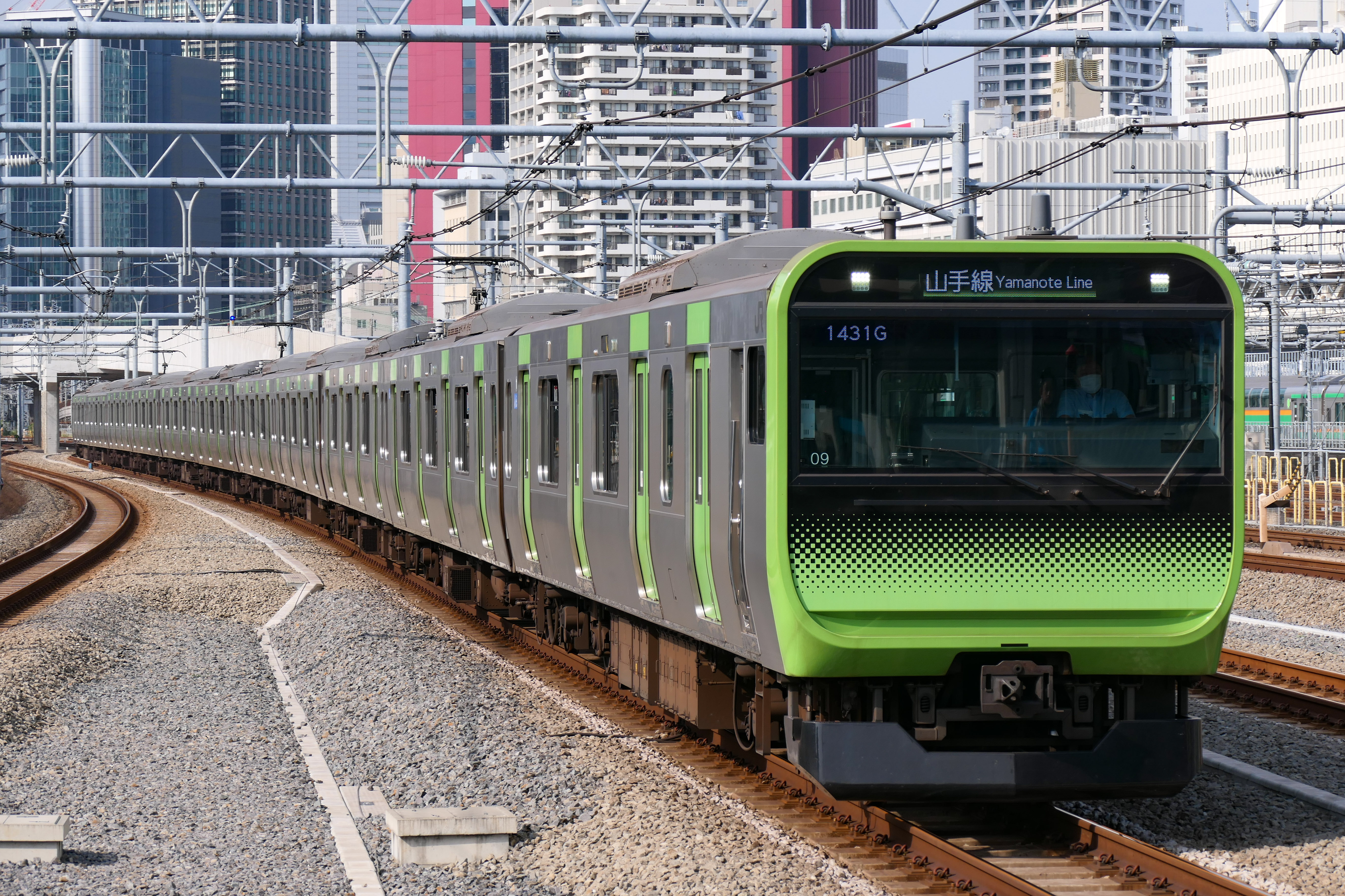
Tren de la serie E235 circulando en 2021.

La línea Yamanote contemporánea surgió en 1956 cuando esta se separó físicamente de la Línea Keihin-Tōhoku. Sin embargo, los trenes de la Línea Yamanote continuaron utilizando periódicamente las vías de la Keihin-Tohoku, sobre todo en días festivos y durante las horas de menos tráfico, hasta que finalmente fueron introducidos los trenes de servicio rápido en la línea Keihin-Tōhoku en 1988. Una gran explosión en la línea de carga de la Yamanote ocurrida en la Estación de Shinjuku en 1967 dio lugar a la desviación del tráfico de mercancías a la más distante Línea Musashino. Para hacer frente a la grave insuficiencia en la capacidad, la línea de carga fue reutilizada para el uso de los trenes de la Línea Saikyō y la Línea Shōnan-Shinjuku, así como algunos trenes expresos limitados, tales como el Narita Express. Del mismo modo, en la actualidad se está construyendo la extensión de la línea principal de Tōhoku a la estación de Tokio para dar más capacidad al segmento comprendido entre Ueno y Okachimachi, que es la sección que más tráfico soporta. En 2010 la línea era empleada por un total de 3.725.247 pasajeros diarios.

## Servicio actual
El nombre oficial de la "Línea Yamanote" indica las vías entre Shinagawa y Tabata que son utilizadas por los trenes locales, así como la Línea Yamanote de carga que corre paralela y cuyas vías son utilizadas por la Línea Saikyō y la Línea Shōnan-Shinjuku, algunos trenes con servicios expresos limitados y trenes de mercancías. Sin embargo, en el uso cotidiano el nombre "Línea Yamanote" se refiere a toda la línea circular de 34.5 km servida por los trenes de cercanías. (Este artículo utiliza la misma definición.)
Los trenes funcionan desde aproximadamente las 4:30 AM hasta cerca de la 1:20 AM, en intervalos de 2,5 minutos en hora punta. Una vuelta completa dura de 61 a 65 minutos. Los trenes entran y salen de servicio en Ōsaki (en ocasiones, es considerada estación de referencia) y a veces en Ikebukuro. Los trenes que circulan en el sentido de las agujas del reloj son conocidos en Japón como soto-mawari (外回り círculo exterior?) y los que circulan en sentido antihorario como uchi-mawari (内回り círculo interior?).
La línea también actúa como una zona incluida en los billetes de JR desde estaciones de fuera de Tokio, permitiendo el viaje a cualquier estación de JR que esté dentro del bucle que forma Yamanote. El color de la línea usado para todas las unidades ferroviarias, señales de estación y diagramas es el Amarillo-verde.

## Red de estaciones
Esta lista comienza en la Estación de Shinagawa hasta el final de la línea, en la Estación de Tabata, y continúa el círculo hasta regresar a Shinagawa en sentido de agujas de reloj. De esta manera el círculo termina en la estación de Osaki.
| Nombre formal           | Estación            | Longitud (km)     | Longitud (km) | Transferencias | Ubicación     |
| Nombre formal           | Estación            | Entre estaciones  | Total | Transferencias | Ubicación     |
| ----------------------- | ------------------- | ----------------- | --- | --- | ------------- |
| Línea Yamanote          | Shinagawa (JY25)    | desde Tamachi 2.2 | 0.0 | *JR East: Línea Tokaido, Línea Keihin-Tōhoku, Línea Yokosuka *JR Central： Línea de Tren Bala Tokaido *Keihin Electric Express Railway：Línea Principal Keikyu | Minato        |
| Línea Yamanote          | Osaki (JY24)        | 2.0               | 2.0 | *JR East： Línea Saikyo, Línea Shōnan-Shinjuku, Línea Rinkai | Shinagawa     |
| Línea Yamanote          | Gotanda (JY23)      | 0.9               | 2.9 | *Tokyu Corporation：Línea Tōkyū Ikegami *Metro: Línea Asakusa (A-05). | Shinagawa     |
| Línea Yamanote          | Meguro (JY22)       | 1.2               | 4.1 | *Tokyu Corporation：Línea Tōkyū Meguro *Metro: Línea Mita (I-01) Línea Nanboku (N-01). | Shinagawa     |
| Línea Yamanote          | Ebisu (JY21)        | 1.5               | 5.6 | *JR East： Línea Saikyo, Línea Shōnan-Shinjuku, *Metro： Línea Hibiya (H-02). | Shibuya       |
| Línea Yamanote          | Shibuya (JY20)      | 1.6               | 7.2 | *JR East： Línea Saikyo, Línea Shōnan-Shinjuku, *Tokyu Corporation： Línea Tōkyū Toyoko, Línea Tōkyū Den-en-toshi *Keio Corporation： Línea Keio Inokashira *Metro： Línea Ginza (G-01), Línea Hanzomon (Z-01), Línea Fukutoshin (F-16).                                                                        | Shibuya       |
| Línea Yamanote          | Harajuku (JY19)     | 1.2               | 8.4 | *Metro: Línea Chiyoda （Estación Meiji-Jingu-Mae C-03), Línea Fukutoshin （Estación Meiji-Jingu-Mae F-15） | Shibuya       |
| Línea Yamanote          | Yoyogi (JY18)       | 1.5               | 9.9 | *JR East： Línea Chuo-Sobu (local) *Metro： Línea Oedo (E-26) | Shibuya       |
| Línea Yamanote          | Shinjuku (JY17)     | 0.7               | 10.6 | *JR East： Línea Chūō (Rápida), Línea Chuo-Sobu (local), Línea Saikyo, Línea Shōnan-Shinjuku *Odakyu：Línea Odakyū Odawara *Keio Corporation：Línea Keio, Línea Keio Shin-Sen *Metro： Línea Marunouchi (M-08), Línea Shinjuku (S-01), Línea Oedo (Estaciones Shinjuku (E-27), y Shinjuku Nishi-guchi (E-01）). | Shinjuku      |
| Línea Yamanote          | Shin-Okubo (JY16)   | 1.3               | 11.9 | | Shinjuku      |
| Línea Yamanote          | Takadanobaba (JY15) | 1.4               | 13.3 | *Seibu Railway: Línea Seibu Shinjuku *Metro: Línea Tozai (T-03). | Shinjuku      |
| Línea Yamanote          | Mejiro (JY14)       | 0.9               | 14.2 | | Toshima       |
| Línea Yamanote          | Ikebukuro (JY13)    | 1.2               | 15.4 | *JR East： Línea Saikyo, Línea Shōnan-Shinjuku *Seibu Railway：Línea Seibu Ikebukuro *Tōbu Railway：Línea Tōbu Tōjō *Metro： Línea Marunouchi (M-25), Línea Yurakucho (Y-09), Línea Fukutoshin (Y-09). | Toshima       |
| Línea Yamanote          | Otsuka (JY12)       | 1.8               | 17.2 | Toei: Línea Toden Arakawa | Toshima       |
| Línea Yamanote          | Sugamo (JY11)       | 1.1               | 18.3 | Metro： Línea Mita (I-15) | Toshima       |
| Línea Yamanote          | Komagome (JY10)     | 0.7               | 19.0 | *Metro： Línea Namboku (N-14). | Toshima       |
| Línea Yamanote          | Tabata (JY09)       | 1.6               | 20.6 | *JR East： Línea Keihin-Tōhoku | Kita          |
| Línea Tohoku            | Tabata (JY09)       | 1.6               | 20.6 | *JR East： Línea Keihin-Tōhoku | Kita          |
| Nishi-Nippori (JY08)    | 0.8                 | 21.4              | *JR East： Línea Keihin-Tōhoku *Metro: Línea Chiyoda (C-16) *Oficina de Transporte de Tokio (Toei): Línea Nippori-Toneri. | Arakawa |               |
| Nippori (JY07)          | 0.5                 | 21.9              | *JR East: Línea Keihin-Tōhoku, Línea Jōban *Keisei Electric Railway: Keisei Main Line *Oficina de Transporte de Tokio (Toei): Línea Nippori-Toneri. | Arakawa |               |
| Uguisudani (JY06)       | 1.1                 | 23.0              | *JR East: Línea Keihin-Tōhoku | Taito |               |
| Ueno (JY05)             | 1.1                 | 24.1              | *JR East： Tōhoku Shinkansen, Jōetsu Shinkansen, Yamagata Shinkansen, Akita Shinkansen, Nagano Shinkansen, Línea Keihin-Tōhoku, Línea Utsunomiya, Línea Takasaki, Línea Jōban *Keisei Electric Railway： Keisei Main Line （Estación Keisei-Ueno） *Metro： Línea Ginza (G-16), Línea Hibiya (H-17)                                     | Taito |               |
| Okachimachi (JY04)      | 0.6                 | 24.7              | *Metro： Línea Ginza （Estación Ueno Hirokoji G-15), Línea Hibiya (Estación Naka-Okachi-Machi H-16）, Línea Oedo （Estación Ueno-Okachi-Machi:E-09）. | Taito |               |
| Akihabara (JY03)        | 1.0                 | 25.7              | *JR East： Línea Keihin-Tōhoku, Línea Chuo-Sobu (local). *Metropolitan Intercity: Tsukuba Express *Metro： Línea Hibiya (H-15) | Chiyoda |               |
| Kanda (JY02)            | 0.7                 | 26.4              | *JR East： Línea Chūō (Rápida), Línea Keihin-Tōhoku *Metro： Línea Ginza (G-13) | Chiyoda |               |
| Tokio (JY01)            | 1.3                 | 27.7              | *JR East： Tōhoku Shinkansen, Jōetsu Shinkansen, Yamagata Shinkansen, Akita Shinkansen, Nagano Shinkansen, Línea Chūō (Rápida), Línea Keihin-Tōhoku, Línea Tokaido, Línea Yokosuka, Línea Keiyō, Línea Sōbu (Rápida) *JR Central： Línea de Tren Bala Tokaido *Metro： Línea Marunouchi (M-17), Línea Tozai （Estación Otemachi: T-09） | Chiyoda |               |
| Tokio (JY01)            | 1.3                 | 27.7              | *JR East： Tōhoku Shinkansen, Jōetsu Shinkansen, Yamagata Shinkansen, Akita Shinkansen, Nagano Shinkansen, Línea Chūō (Rápida), Línea Keihin-Tōhoku, Línea Tokaido, Línea Yokosuka, Línea Keiyō, Línea Sōbu (Rápida) *JR Central： Línea de Tren Bala Tokaido *Metro： Línea Marunouchi (M-17), Línea Tozai （Estación Otemachi: T-09） | Chiyoda | Línea Tokaido |
| Yurakucho (JY30)        | 0.8                 | 28.5              | *JR East: Línea Keihin-Tōhoku *Metro： Línea Yurakucho (Y-18), Línea Hibiya (H-07), Línea Chiyoda （Estación Hibiya: C-09）, Línea Mita （Estación Hibiya: I-08） | Chiyoda |               |
| Shimbashi (JY29)        | 1.1                 | 29.6              | *JR East： Línea Tokaido, Línea Yokosuka *Metro： Línea Ginza (G-08), Línea Asakusa (A-10) | Minato |               |
| Hamamatsucho (JY28)     | 1.2                 | 30.8              | *Monorraíl de Tokio (Estación Monorraíl Hamamatsucho） *Metro： Línea Asakusa （Estación Daimon:A-09）, Línea Oedo: Estación Daimon (E-20) | Minato |               |
| Tamachi (JY27)          | 1.5                 | 32.3              | *Metro： Línea Mita: I-04, Línea Asakusa: Estación Mita (A-08) | Minato |               |
| Takanawa Gateway (JY26) | 1.3                 | 33.6              | JR East: Línea Keihin-Tōhoku (JK-21) *Metro： Línea Asakusa: Sengakuji (A-07) | Minato |               |
| Shinagawa (JY25)        | 0.9                 | 34.5              | Ver arriba | Minato |               |

## Material rodante
Los servicios de la línea son operados exclusivamente por una flota de 50 trenes compuestos por 11 coches del modelo E235-0, que entraron en servicio desde el 30 de noviembre de 2015, contando con un sistema de seguridad ATS-P y D-ATC.
Debido a fallas técnicas, la serie E235-0 estuvo fuera de servicio desde ese mismo día, un año después, el 7 de marzo de 2016 regreso a servicio permanentemente.
La flota de 50 trenes se encuentra en el Centro General de Material Rodante de Tokio, ubicado en Shinagawa.

## Antiguo Material rodante
Anterior a la serie E235-0, la serie E231-500 rondaba por la misma línea, durante 5 años, ambas series se encontraban disponibles en la flota, hasta que en 2020, el E231-500 fue sacado de servicio.
Cada uno de estos trenes originalmente incluye dos "coches de seis puertas", con seis pares de puertas por lado y asientos que se pliegan para que la gente permanezca de pie durante la hora de mayor tráfico hasta el 22 de febrero de 2010, cuando los asientos ya no se plegaron durante esa hora pico, y todos los trenes fueron estandarizados con nuevos coches de cuatro puertas el 31 de agosto de 2011. 
Esto se debió a la reducción de la congestión en la línea, así como la preparación para la instalación de puertas de andén en todas las estaciones en 2017. La serie E231 soporta un nuevo tipo de sistema de control de tráfico, llamado Control Automático de Trenes digital (D-ATC), que ayudará a reducir el viaje de una ida y vuelta a 58 minutos. Los trenes también tienen un diseño más moderno y tienen dos monitores LCD de 15 pulgadas encima de cada puerta, una de los cuales se utiliza para la visualización de anuncios publicitarios silenciosas, noticias, clima, y otro que se utiliza para la visualización de información de la siguiente parada (en japonés e inglés), junto con la notificación de los retrasos en el Shinkansen y otras líneas ferroviarias del área del gran Tokio.
La siguiente lista, indica los trenes utilizados a lo largo de la historia, incluyendo variantes.
- Tipo De960 / tipo De963 / tipo De989 / tipo NiDe950 (Vagones usados antes de la electrificación de las vías)

- DeHo 6100→DeHa 6250 (desde 1909 hasta una fecha desconocida)
- DeHo 6110→DeHa 6260 (desde 1911 hasta 1925 como trenes de refuerzo)
- Serie DeHa 6280  / Serie DeHa 6285 / serie DeHa 6300 / serie DeHa 6310 / serie DeHa 6340 (desde 1911 hasta 1925)
- Serie Deha 33400 / Serie Deha 33500
- Serie DeHa 63100→Serie MoHa 10 de primera generación
- Serie 30 /  Serie 31 / Serie 33 / Serie 50 → Serie 11
- Serie 40
- serie 63
- serie 72
- serie 101  (amarillo "Canario", septiembre de 1961 hasta abril de 1969)
- serie 103  (verde "Uguisu", diciembre de 1963 hasta el 26 de junio,1988)
- serie 205  (Desde el 25 de marzo de 1985 hasta el 17 de abril de 2005)
- serie E231-500  (desde el 21 de abril de 2002 hasta el 20 de enero de 2020)

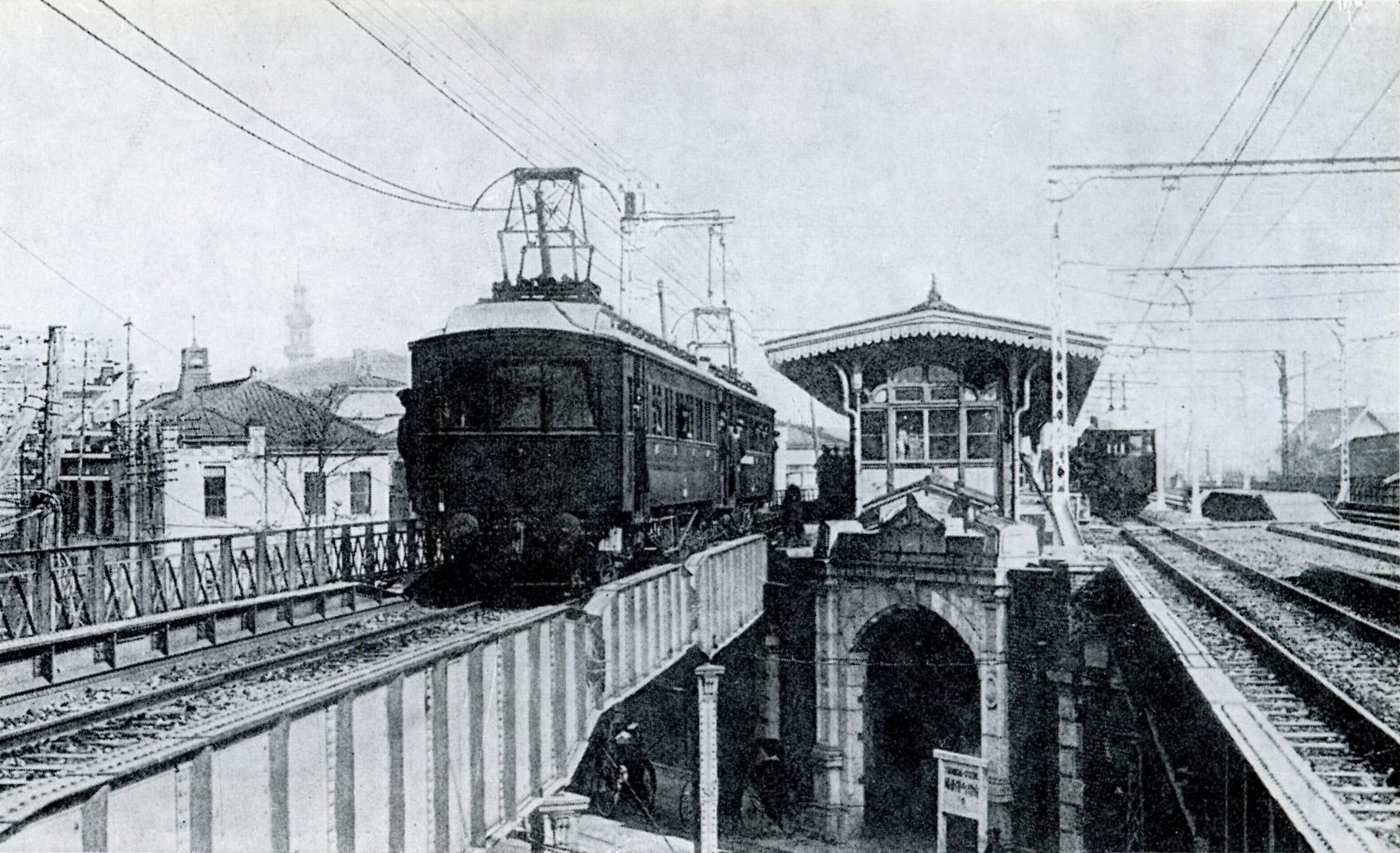
DeHo 6340
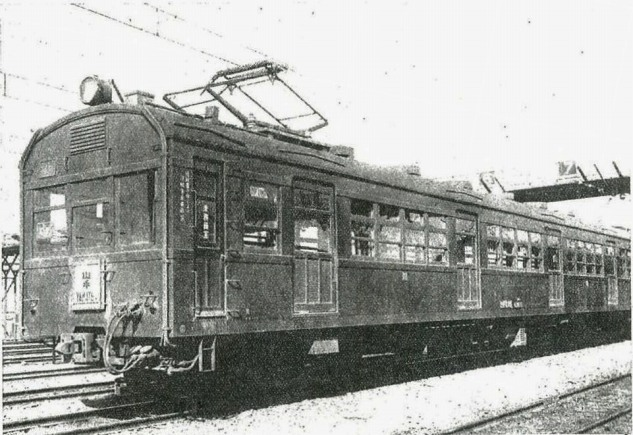
serie 63
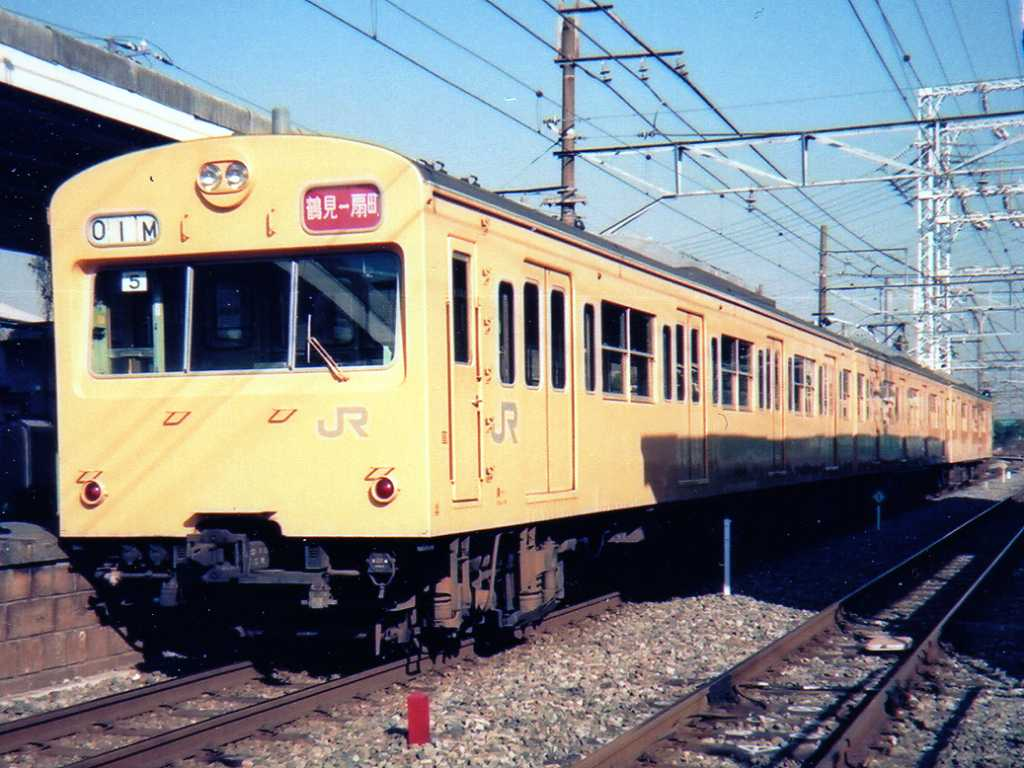
serie 101 amarillo canario de la Linea Tsurumi
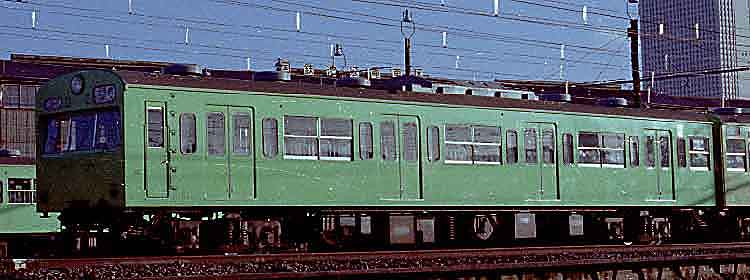
serie 103 "cabina baja" de la linea yamanote
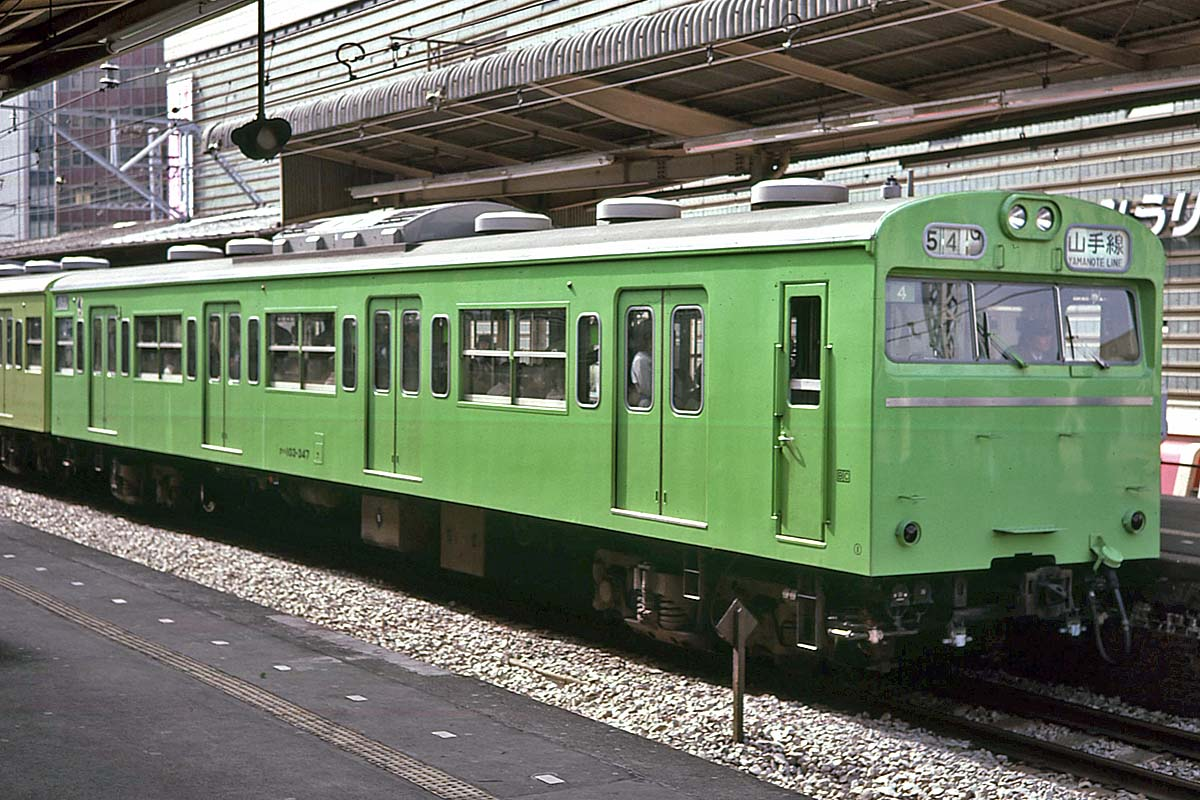
serie 103 "cabina alta" de la linea Yamanote en Marzo de 1985
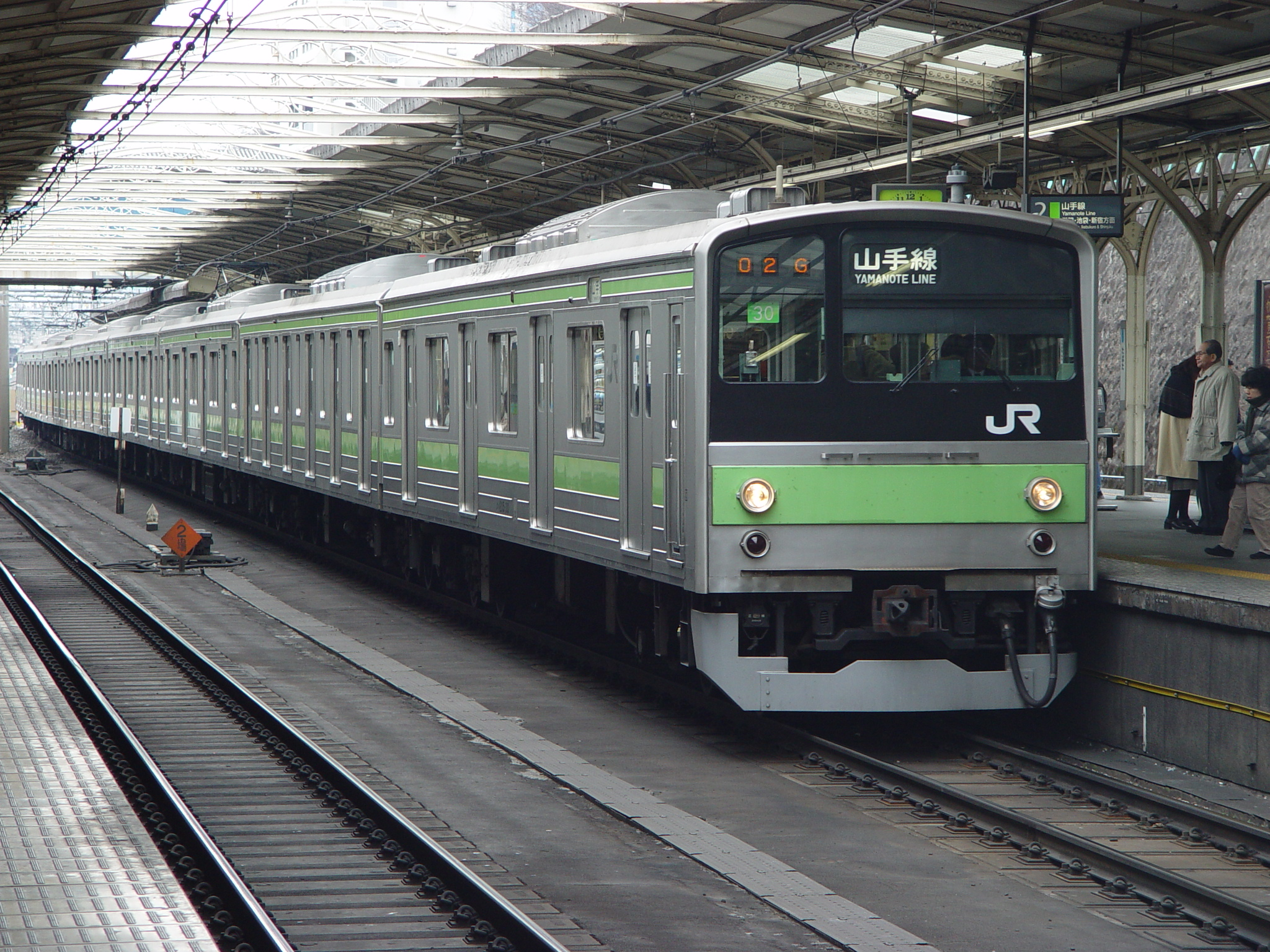
serie 205 de la linea yamanote en Febrero del 2003
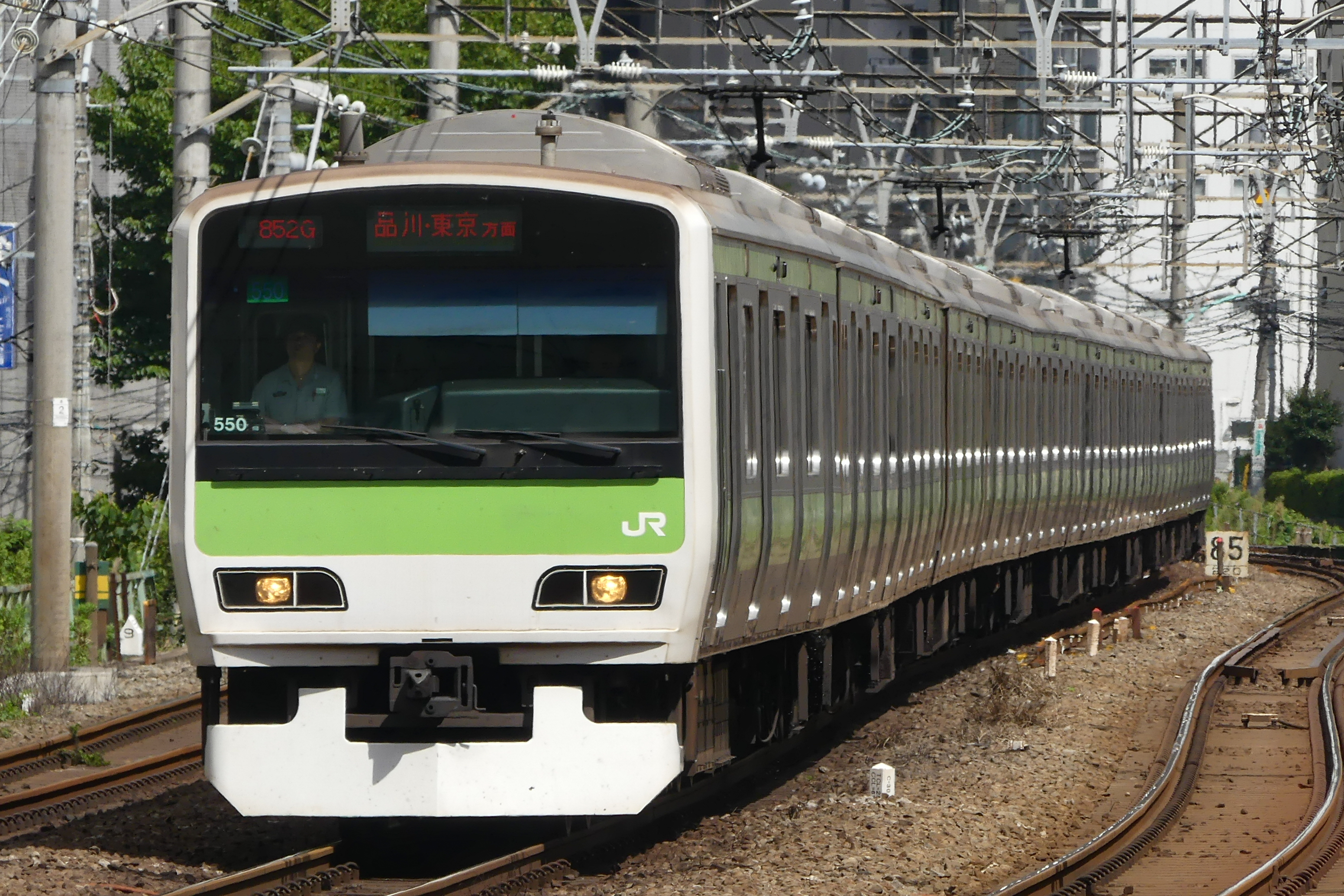
serie E231-500 de la linea yamanote en Agosto del 2018